# Theesen
Theesen ist ein Ortsteil der kreisfreien Stadt Bielefeld in Nordrhein-Westfalen. Der Ortsteil gehört zum Stadtbezirk Jöllenbeck. Sein Motto lautet: „Stadtnah im Grünen“.

## Geografie
Die Stadt Bielefeld ist unterhalb der zehn Bezirke nicht weiter in administrative oder politische Einheiten gegliedert. Stadtteile sind in Bielefeld daher nur informelle Teilgebiete, deren Abgrenzung sich meist auf das Gebiet einer Altgemeinde bezieht. Zu statistischen Zwecken ist Bielefeld jedoch in 72 „statistische Bezirke“ eingeteilt. Die Altgemeinde Theesen entspricht dabei in etwa dem statistischen Bezirk Theesen, der heute in etwa die Grenzen des informellen Stadtteils Theesen definiert.
Theesen liegt am südlichen Rand des Ravensberger Hügellands. Seine sanft wellige Oberflächenform verdankt das Ravensberger Hügelland einer nicht mehr als meterdicken Lößlehmschicht der Weichselkaltzeit, die auf wasserundurchlässigen Lias- und Keupertonen aufliegt. Die durch Bäche und Quell-Rinnsale hervorgerufenen Kerbtäler wurden seit dem Mittelalter durch Wiskenmaker in breitere und für Weidezwecke zugänglichere Trog- und Kastentäler, sogenannte Sieke, umgestaltet. Sieke sind auch für Theesen landschaftsprägend.
Ein im Vergleich zur Ackerfläche kleineres Waldstück, das Köcker Holz, findet sich im Westen von Theesen. Dort war die Lößlehmschicht für intensiven Ackerbau nicht ausreichend. Auf dem Hof Schröder (früher Kralemann) am Ende der Straße „Im Teilholz“ bestand zu Beginn des 20. Jahrhunderts eine Ziegelei, in der der dort vorhandene Liaston zu Ziegelsteinen verarbeitet wurde.
Der Ortskern von Theesen liegt sechs Kilometer nördlich vom Stadtzentrum Bielefeld und drei Kilometer südlich von Jöllenbeck. Theesen grenzt an die Bielefelder Stadtteile Vilsendorf, Schildesche, Babenhausen und Jöllenbeck. Die südliche Grenze des Stadtteils bildet der Johannisbach. Die Grenze zu Vilsendorf im Osten bildet der Moorbach und zu Babenhausen im Westen der Beckendorfer Mühlenbach sowie der Johannisbach.

## Geschichte
Theesen wurde erstmals 1151 urkundlich erwähnt als Tihedengusen. Namensdeutung: Ti-heden-gusen: Ti = „Thing“, „Versammlungsort“; -hede(n)=„Heide“; -gusen= mundartlich -chusen = -„hausen“. Tihedengusen: „Ort an der Tiheide“.
Urnenfunde aus dem Jahre 1970 auf dem Sportplatz weisen auf frühe Besiedlung in der Eisenzeit (800 bis 300 v. Chr.) hin.
Um 1200 werden neun Bauernhöfe in einer Urkunde erwähnt, davon liegen vier Höfe im Drubbel, dem früheren Ortskern, und fünf sind Einzelhöfe. Die meisten Höfe befinden sich noch heute an der ursprünglichen Stelle. Über Jahrhunderte hinweg hatte die Bauerschaft Theesen etwa 150 bis 200 Einwohner, die von den Erträgen der Landwirtschaft lebten. Seit dem Mittelalter wurde für den Eigenbedarf auch Flachs als Grundstoff für die Leinenherstellung angebaut. Seit der Mitte des 17. Jahrhunderts wurde in Heimarbeit auch für den Verkauf gearbeitet. Viele Kotten zeigen noch heute durch mehrere, nebeneinander liegende Fenster, dass in ihnen Flachs verarbeitet wurde.
Seit dem Mittelalter gehörte Theesen zur Vogtei Schildesche im Amt Sparrenberg der Grafschaft Ravensberg. Von 1807 bis 1810 gehörte Vilsendorf zum Kanton Schildesche im Distrikt Bielefeld des Königreichs Westphalen, das von Jérôme, dem Bruder Napoleons regiert wurde. Nach der Annexion großer Teile Norddeutschlands durch Napoleon Bonaparte im Jahre 1811 verlief die neue Staatsgrenze zwischen dem Königreich Westphalen und dem Kaiserreich Frankreich von Februar 1811 bis Oktober 1813 entlang des Johannisbachs quer durch Theesen.
Das nördlich des Johannisbachs gelegene Obertheesen gehörte während dieser Zeit zum Kanton Enger im Arrondissement Minden des Departement der Oberen Ems des Kaiserreichs Frankreich, während das südlich des Johannisbachs gelegene Untertheesen im Königreich Westphalen verblieb. Diese Jahre galten als Katastrophenjahre für den Leinenhandel und die Herstellung von Leinen.
Nach der Napoleonischen Zeit gehörte das wiedervereinigte Theesen seit 1816 zum Kreis Bielefeld und darin zunächst zum Verwaltungsbezirk Schildesche, aus dem 1843 das Amt Schildesche wurde. Am 1. August 1930 wurde Untertheesen, der südliche Teil der Gemeinde Theesen, nach Bielefeld umgegliedert. Die Gemeinde verlor dadurch einen beträchtlichen Teil ihrer Einwohner. Gleichzeitig wurde das Amt Schildesche aufgelöst und die restliche Gemeinde kam zum Amt Jöllenbeck.
Im Rahmen der kommunalen Neugliederung des Raums Bielefeld wurde Theesen am 1. Januar 1973 nach Bielefeld eingemeindet und gehört seitdem zum Stadtbezirk Jöllenbeck.

### Einwohnerentwicklung
| Jahr | Einwohner | Quelle |
| ---- | --------- | ------ |
| 1799 | 0563      | [ 5 ]  |
| 1822 | 0690      | [ 6 ]  |
| 1843 | 0974      | [ 7 ]  |
| 1864 | 0864      | [ 8 ]  |
| 1885 | 1053      | [ 9 ]  |
| 1910 | 1513      | [ 10 ] |
| 1925 | 1551      | [ 11 ] |
| 1933 | 1288      | [ 11 ] |
| 1950 | 1814      | [ 12 ] |
| 1961 | 2226      | [ 4 ]  |
| 1966 | 2169      | [ 13 ] |
| 1970 | 2227      | [ 4 ]  |
| 1972 | 2384      | [ 14 ] |
| 2008 | 3936      | [ 15 ] |
| 2014 | 4024      | [ 16 ] |
| 2019 | 4062      | [ 17 ] |
| 2022 | 4127      | [ 18 ] |
| 2024 | 4121      | [ 19 ] |

In Theesen leben heute überdurchschnittlich viele Familien mit Kindern, vor allem in Ein- und Zweifamilienhäusern. Der Ausländeranteil liegt deutlich unterhalb des Bielefelder Durchschnitts.

## Religion
Theesen gehörte ursprünglich zum evangelischen Kirchspiel Schildesche, und die Verstorbenen wurden auf dem dortigen Friedhof beerdigt. Erst 1939 wurde der Friedhof in Theesen auf Initiative des Lehrers Eduard Sudbrack errichtet und eingeweiht. Heute gehören die evangelischen Gläubigen zur vereinigten evangelisch-lutherischen Versöhnungs-Kirchengemeinde Jöllenbeck, die zum 1. Oktober 2016 durch Vereinigung der Kirchengemeinden Jöllenbeck, Theesen und Vilsendorf gebildet wurde. Die Kirchengemeinde mit ihrer Auferstehungskirche wird durch einen Förderverein unterstützt, der u. a. den Großen Saal des Gemeindehauses renovieren ließ und sich für die weitere Entwicklung und finanzielle Unterstützung der Gemeinde einsetzt. Die Theesener Katholiken gehören zur Pfarrei St. Johannes Baptist in Schildesche.

## Politik

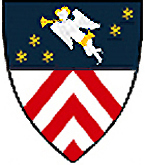
Wappen von Theesen

### Wappen
Aus Anlass des Jubiläums „850 Jahre Theesen“ wurde 2001 ein Theesener Wappen entworfen. Es zeigt im unteren Teil die drei Ravensberger Sparren, die auf die frühere Zugehörigkeit Theesens zur Grafschaft Ravensberg Bezug nehmen, sowie im oberen Teil einen Engel und fünf gestreute Sterne im blauen Feld. Engel und Sterne finden sich an vielen Torbögen Ravensbergischer Bauernhöfe. Der Engel im Theesener Wappen geht auf die Darstellung eines Engels auf dem Torbogen des Hauses Theesen Nr. 27 (heute Voltmannstr. 236) zurück. Dieser stammt aus dem Jahr 1789 und ist seit 2001 im Vorraum der Kirche aufgestellt.

### Bezirksvertretung
Für Theesen ist die Bezirksvertretung des Stadtbezirks Jöllenbeck zuständig.

## Vereine
Zahlreiche kulturelle Einrichtungen und Vereine sind in Theesen tätig. Dazu zählen unter anderem:
- FAKT – Freunde und Förderer der Ev.-Luth. Auferstehungskirchengemeinde Theesen e. V.
- Kinderchor „Theesener Spatzen“
- Landfrauenverein Theesen
- Theesener Flöten-Ensemble
- Verein der Rassegeflügelzüchter Theesen
- Pfadfinderstamm Arminius
- Freiwillige Feuerwehr Theesen
- Die Jugendfeuerwehr von Vilsendorf und Theesen
- Verein „850 Jahre Theesen“ e. V.
- Ravensberger LichtLandschaften
- Jungschar im Gemeindehaus

## Sport

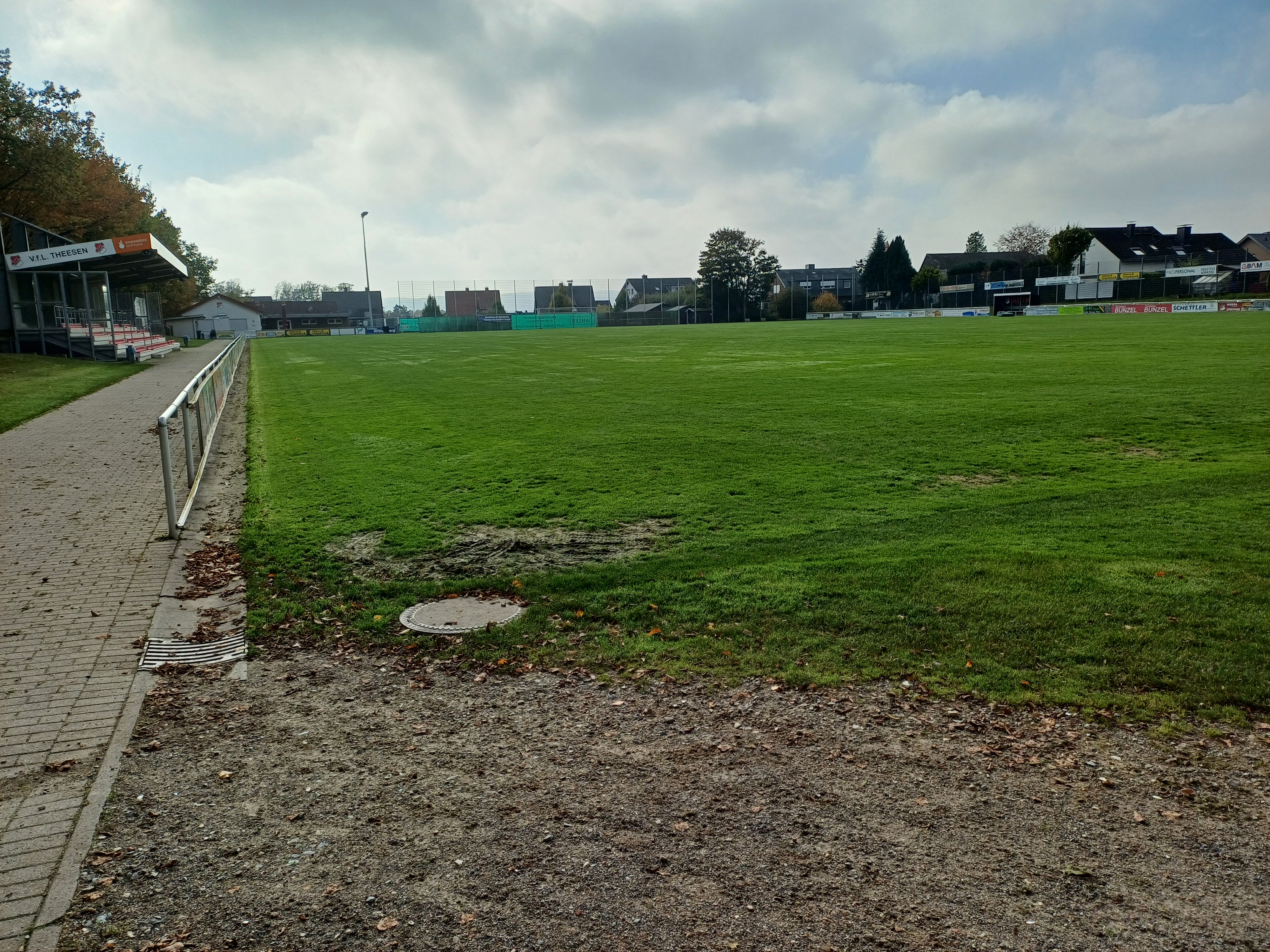
Biekra-Sportpark

Der 1949 gegründete VfL Theesen ist der Sportverein von Theesen. 1955 wurde der Kern des heutigen Sportgeländes mit einem ersten Sportheim eingeweiht. Danach folgten weitere Anbauten einschließlich des Biekra-Sportparks mit mehreren Plätzen sowie einer überdachten Sitz- und Stehplatztribüne für 300 Besucher.
Die erste Fußballmannschaft spielte von 2014 bis 2016 in der Westfalenliga und ist das Aushängeschild des Vereins. Die Jugendabteilung verfügt über mehr als 20 Mannschaften, darunter auch eine Mädchenmannschaft, die in den verschiedenen Ligen der westfälischen Spielklassen spielen. Die jeweils ersten Teams der Altersklassen A-D-Junioren spielen in der höchsten westfälischen Liga, die C-Junioren spielen in der höchsten deutschen Spielklasse, der Regionalliga. Im Jahre 2013 gelang auch den A-Junioren zwischenzeitlich der Aufstieg in die A-Junioren-Bundesliga als höchste deutsche Spielklasse dieser Altersklasse. Nach nur einer Saison folgte jedoch der sofortige Wiederabstieg in die Verbandsliga.
Der VfL Theesen veranstaltet jedes Jahr zu Pfingsten ein internationales Fußball-B-Junioren-Turnier. In den letzten Jahren nahmen neben zwei Bielefelder Klubs jeweils vier Teams von Bundesligisten sowie vier ausländische Mannschaften teil. Auch die B-Junioren-Nationalmannschaften Spaniens, Namibias und der USA waren bereits in Theesen zu Gast.
Der VfL verfügt über eine Zwei-Platz-Tennisanlage und eine Tischtennisabteilung, die in der Sporthalle der Grundschule Theesen trainiert. Neben den genannten Sportmöglichkeiten stehen auch noch Gymnastik-Turnen, Nordic Walking und weitere Sportangebote zur Wahl.

## Verkehr
Die wichtigsten Straßen sind die Jöllenbecker Straße (L 783) Richtung Bielefeld Mitte und Jöllenbeck, die Theesener Straße und der Horstheider Weg Richtung Schildesche sowie der Telgenbrink Richtung Vilsendorf.
Durch Theesen verkehren vier Buslinien. Wochentags fahren mindestens sechs Busse die Stunde Richtung Babenhausen Süd und Jöllenbeck:
- Linie 54 (Bielefeld –) Babenhausen-Süd – Theesen – Jöllenbeck – Enger(– Bünde)
- Linie 55 Schildesche – Theesen – Jöllenbeck
- Linie 56 (Bielefeld –) Babenhausen-Süd – Theesen – Jöllenbeck – Spenge
- Linie 154 Babenhausen-Süd – Theesen – Jöllenbeck
- Nachtbus N2 Jahnplatz – Gellershagen – Theesen – Jöllenbeck – Theesen – Gellershagen – Jahnplatz

Die Stadtbahnlinie 3 sollte von der derzeitigen Endhaltestelle Babenhausen-Süd bis zum Homannsweg in Theesen verlängert werden. Ausführliche Planungen dazu fanden bereits statt, eine Untersuchung der Wirtschaftlichkeit ergab jedoch kein positives Ergebnis. Nach aktuellem Stand ruhen die Planungen daher, lediglich die Strecke wurde freigehalten. Vorrang haben Strecken nach Heepen, Hillegossen und Sennestadt. Dennoch setzte sich die örtliche SPD in den Kommunalwahlen 2009 dafür ein, das Vorhaben in die Tat umzusetzen. Im Jahr 2014 wurden die Pläne vorläufig für beendet erklärt und die Freihaltung der Trasse aufgehoben.
Zwei Kleinbahnstrecken der Bielefelder Kreisbahnen durchquerten von 1902 bis 1956 Theesen. Noch heute ist ein Teil der Trasse der Kleinbahnstrecke Bielefeld – Werther als Straße neben der Westerfeldstraße zwischen dem Horstheider Weg und der Jöllenbecker Straße sichtbar. Auf dem alten Bahndamm der Kleinbahnstrecke Bielefeld – Enger führt heute von Schildesche über den Johannisbach hinweg ein Wanderweg nach Theesen.

## Bildung
Mit Einführung der Schulpflicht in Preußen im Jahre 1717 gingen die Kinder aus Theesen vom 5. bis zum 12. Lebensjahr (später 13. Lebensjahr) nach Schildesche zur Schule. Der Schulbesuch war über Jahrzehnte unregelmäßig, weil Schulgeld zu zahlen war und die Kinder besonders im Sommer auf dem Feld und im Haushalt der Eltern mithelfen mussten. Ab 1881 besuchten die Theesener Kinder die neu erbaute Schule in Untertheesen. Sie lag in der Nähe der heutigen Stadtbahnhaltestelle Babenhausen-Süd. Wegen der wachsenden Zahl der Bevölkerung war bald ein Neubau erforderlich. 1909 wurde die Volksschule in Obertheesen bezogen. Bis 1968 diente das Gebäude als örtliche Volksschule. Jetzt ist das Gebäude ein Teil der Grundschule Theesen.
Die Grundschule Theesen verfügte im August 2009 über 11 Lehrkräfte, eine Hausmeisterin, zwei Betreuerinnen und die drei Mitarbeiterinnen der Offenen Ganztagsschule (OGS). Das OGS-Gebäude wurde 2007 auf dem Schulhof erbaut und bietet seitdem ein Mittags-Angebot und wird zur zusätzlich Betreuung genutzt. Außerdem befindet sich im Gebäude der OGS noch eine Schulbibliothek, Sanitärräume, Gruppenräume, Ruheecken und Garderoben mit Eigentumsfächern. Der von der Bezirksvertretung abgegebene Beschluss, dass mit dem Neubaugebiet Neulandstraße auch die Erweiterung der Grundschule in Theesen einhergeht wurde von der Stadt Bielefeld bisher noch nicht umgesetzt, so dass eine Unterversorgung am Stadtbezirk gegeben ist.

## Persönlichkeiten
- Karl Lamker (1913–unbekannt), Jurist, Politiker und Fußballfunktionär